# Струмилин, Станислав Густавович
Станисла́в Гу́ставович Струми́лин (Струми́лло-Петрашке́вич) (17 [29] января 1877 или 29 января 1877, Дашковцы, Подольская губерния — 25 января 1974[…], Москва, РСФСР, СССР) — советский экономист и статистик, академик АН СССР (1931), руководитель разработки первой в мире системы материальных балансов; автор «индекса Струмилина», одного из методов построения индекса производительности труда; один из авторов пятилетних планов индустриализации СССР. Герой Социалистического Труда (1967). Лауреат Ленинской (1958) и Сталинской (1942) премий.

## Биография
Родился в обедневшей дворянской семье Струмилло-Петрашкевичей, происходящей от маршала Великого княжества Литовского Станислава Петрашковича Стромилы. В 1896 году окончил Скопинское реальное училище и поступил в Электротехнический институт в Санкт-Петербурге. Окончил коммерческое отделение Петербургского политехнического института (1914).

### Политическая деятельность
С 1897 года участвовал в революционном движении, в 1899 году участвовал во Всеобщей студенческой забастовке, в том же году был отчислен из института и отдан в солдаты. Вступил в «Союз борьбы за освобождение рабочего класса». В 1899—1920 годах член РСДРП, меньшевик. После службы в армии был отправлен в ссылку в Вологду (1902) на три года, однако уже через полгода (8 июня 1902) бежал из ссылки. Трижды арестовывался (1901, 1903 и 1905). Делегат IV (Стокгольмского) (1906) и V (Лондонского) (1907) съездов РСДРП. С 1923 года член РКП(б).

### Административная деятельность
- 1916 — заведующий отделом статистики Особого совещания по топливу;
- 1918—1919 — заведующий отделом статистики Петроградского областного комиссариата труда;
- 1919—1923 — заведующий отделом статистики Наркомтруда и ВЦСПС;
- 1921—1937 — в Госплане. В 30-е годы заместитель председателя Госплана СССР, член Президиума. В 1932—1934 годах заместитель начальника Центрального управления народнохозяйственного учёта (ЦУНХУ).
- 1942—1946 — Заместитель председателя Совета филиалов АН СССР, член Комиссии Президиума АН СССР по разработке проблем мобилизации ресурсов Урала, Западной Сибири и Казахстана для нужд фронта[6].
- 1943—1951 — член Совета научно-технической экспертизы Госплана СССР.

Известно его высказывание «Лучше стоять за высокие темпы, чем сидеть за низкие».

### Преподавательская деятельность
Преподавал в следующих учебных заведениях:
- 1921—1923 — МГУ, профессор по кафедре прикладной экономики, кафедры теории и техники статистики и экономической статистики;
- 1929—1930 — Институт народного хозяйства им. Г. В. Плеханова;
- 1931—1950 — Московский государственный экономический институт, также входил в учёный совет МФЭИ[7];
- 1946—1950 — Московский финансовый институт (преподавал и руководил аспирантами);[8]
- 1948—1974 — Академия общественных наук при ЦК КПСС.

### Научная деятельность
Научно-публицистическую деятельность начал в 1897 году.
В 1931—1957 годах член Совета по изучению производительных сил. В 1942—1946 годах заместитель председателя Совета филиалов и баз АН СССР. В 1947—1952 годах заведующий сектором истории народного хозяйства Института экономики АН СССР.
Станислав Густавович скончался 25 января 1974 года. Похоронен в Москве, на Новодевичьем кладбище.

## Научные взгляды
Активный участник дискуссий 1920-х годов о перспективном плане, проводившихся в стенах Госплана СССР, Коммунистической академии, ВСНХ СССР. Сторонник телеологического направления в планировании.
Под руководством Струмилина была разработана первая в мире система материальных балансов.
Автор более 700 работ в области экономики, статистики, управления народным хозяйством, планирования, демографического прогнозирования, политэкономии социализма, экономической истории, научного коммунизма, социологии, философии.
Автор одного из методов построения индекса производительности труда, получившего название индекс Струмилина.
Исследуя проблемы экономической эффективности образования, сформулировал закон убывающей продуктивности школьного обучения, согласно которому с возрастанием количества ступеней обучения снижается его экономическая рентабельность для государства, а квалификация рабочих повышается медленнее, чем число лет, затраченных на его обучение.
Исследовал зависимость между степенью квалифицированности работников и сроками их обучения. Им установлены методы определения оптимального периода школьного обучения и размеров расходов на образование каждого рабочего с учётом роста национального дохода государства — введение всеобщего начального образования дало в СССР экономический эффект, в 43 раза превышающий затраты на его организацию; рентабельность начального обучения для лиц физического труда в 28 раз превысила себестоимость обучения, а капитальные затраты на него окупились через 1,5 года.
Выводы Струмилина о высокой рентабельности обучения в вузах преимущественно малоимущих выходцев из рабочих и крестьян подтверждали окупаемость бесплатного высшего образования и содержания студентов за государственный счёт, а также давали возможность обосновать обязательную трёхлетнюю работу выпускников вузов по распределению, установление им заработной платы на уровне не ниже чем для квалифицированных рабочих.

## Награды и почётные звания
- Герой Социалистического Труда (28 января 1967)
- 4 ордена Ленина (10 июня 1945; 19 сентября 1953; 4 февраля 1957; 28 января 1967)
- орден Октябрьской Революции (24 мая 1971)
- орден Трудового Красного Знамени (21 февраля 1936)
- медаль «За трудовую доблесть» (15 марта 1960)
- другие медали
- Ленинская премия (1958) — за книгу «История чёрной металлургии в СССР» (1954)
- Сталинская премия I степени (10 апреля 1942) — за работу «О развитии народного хозяйства Урала в условиях войны»
- иностранный член Польской академии наук (1967) и Румынской академии
- почётный член Демографического общества при Чехословацкой академии наук
- почётный доктор Ягеллонского университета в Кракове (Польша, 1966), Варшавского университета, Академии экономических наук в Бухаресте (Румыния, 1971)

## Список произведений

### Книги и статьи
- Богатство и труд. — Санкт-Петербург: тип. т-ва «Общественная польза», 1905. — 19 с.
- Богатство и труд: популярно-научный очерк. — Петроград: Социалист, 1917. — 88 с.
- Трудовые потери России в войне. М., 1922;
- Заработная плата и производительность труда в российской промышленности в 1913—1922 гг. — М.: Вопросы труда, 1923. — 88 с. — (Библиотека труда. Серия 2.). 
 = Струмилин, С. Г. Заработная плата и производительность труда в русской промышленности за 1913–1922 гг. // Вестник МГУ. Сер. 6. — 1991. — № 2. — С. 55.
- Бюджет времени русского рабочего и крестьянина в 1922—1923 году. Стат.-экон. очерки. — М.; Л.: Экономическая жизнь, 1924. — 155 с.
- Хозяйственное значение народного образования. — М.; Л.: Экономическая жизнь, 1924. — 63 с.
- Проблемы экономики труда. Очерки и этюды. — М.: Вопросы труда, 1925.
  - Проблемы экономики труда. — 3-е изд. — М.: Наука, 1982. — 472 с. — 3650 экз.
- Лесные богатства СССР // Труды Госплана. — М., 1925. — Т. 2, вып. 6.
- Перспективы развёртывания народного хозяйства С.С.С.Р. на 1926/27-1930/31 гг.: материалы. — 1-е изд. — М., 1927. — 673 с.
- Индустриализация СССР и эпигоны народничества. — 1-е изд. — М.: Госиздат, 1927. — 90 с.
- Очерки советской экономики: ресурсы и перспективы. — 1-е изд. — М.: Госиздат, 1930. — 533 с. — (Экономическая библиотека).
- Проблемы планирования в СССР. — 1-е изд. — М.: Изд-во Академии наук СССР, 1932. — 541 с.
- Чёрная металлургия в России и в СССР: технический прогресс за 300 лет // Труды Института истории науки и техники. — 1935. — Т. 4.
- Планирование в СССР. — 1-е изд. — М.: Госполитиздат, 1957. — 95 с. — (Популярная библиотечка по марксизму-ленинизму). — 300 000 экз.
- Из пережитого. 1897-1917 гг. — М.: Госполитиздат, 1957. — 288 с. — 50 000 экз.
- На плановом фронте. — М.: Госполитиздат, 1958. — 624 с. — 10 000 экз.
  - На плановом фронте. — 3-е изд. — М.: Наука, 1980. — 459 с.
- Статистико-экономические очерки. — 1-е изд. — М.: Государственное статистическое издательство, 1958. — 735 с. — 3000 экз.
- На путях построения коммунизма. — М.: Соцэкгиз, 1959. — 104 с. — 60 000 экз.
- Проблемы социализма и коммунизма в СССР. — М.: Экономиздат, 1961. — 416 с.
- Экономическая жизнь СССР. Хроника событий и фактов 1917—1959 / Гл. ред. С. Г. Струмилин. — М.: Советская энциклопедия, 1961. — 780 с. — 30 000 экз.
- Бог и свобода: о вере и неверии. — М.: Госполитиздат, 1961. — 98 с. — (Научно-популярная библиотечка по атеизму)
- Наш мир через 20 лет. — М.: Советская Россия, 1964. — 189 с. — 22 000 экз.
- Очерки экономической истории России и СССР. — М.: Наука, 1966. — 513 с. — 2500 экз.
- История чёрной металлургии в СССР. — 1967. — 442 с.
- Воспоминания и публицистика. — 1968. — 479 с. — (Научно-популярная серия). — 6200 экз.
- Общественный прогресс в СССР за 50 лет (Вопросы экономики. 1969, № 11).
- Статистика и экономика. — М.: Наука, 1979. — 492 с. — 3900 экз.

### Собрания сочинений
- Избранные произведения в пяти томах. — М.: Изд-во АН СССР, Наука, 1962—1964.
  - Статистика и экономика. — 1962. — Т. 1. — 488 с.
  - На плановом фронте. — 1963. — Т. 2. — 444 с.
  - Проблемы экономики труда. — 1964. — Т. 3. — 527 с.
  - Очерки социалистической экономики СССР. — 1964. — Т. 4. — 467 с.
  - Проблемы социализма и коммунизма в СССР. — 1964. — Т. 5. — 467 с.